# Bizan Kawakami
Bizan Kawakami (Osaka, 5 de marzo de 1869 – 15 de junio de 1908) fue un novelista y poeta japonés que vivió durante la era Meiji. Su nombre real era Akira Kawakami. Estudió en la Universidad Imperial de Tokio y perteneció al grupo literario Kenyūsha, cuya figura principal era Ozaki Kōyō. Fue un autor exitoso y muy reconocido. Su obra es muy variada e incluye poemas, libros de viajes y novelas. La influencia de Émile Zola hizo derivar su literatura hacia un creciente naturalismo.
El proyecto Aozora Bunko ha digitalizado una selección de sus obras.